# Andrzej Gawroński
Andrzej Antoni Ignacy Gawroński (Lubasz, 30 november 1740 - Krakau, 7 april 1813) was de 67e bisschop van Krakau en senator. Gawroński was een telg van de Poolse heraldische clan Rawicz I. Hij was in zijn leven naast bisschop ook een gerenommeerd wiskundige, astronoom en linguïst. Hij sprak 40 talen.
Gawroński sloot zich in 1756 aan bij de jezuïeten en bleef tot 1773 aan de orde verbonden. Hij was senator van het hertogdom Warschau in de Sejm van 1809.
De bisschop is in de Wawelkathedraal begraven.
- Gemeinsame Normdatei: 116469242
- International Standard Name Identifier: 0000 0001 0984 4697
- Réseau des bibliothèques de Suisse occidentale: 02-A024413757
- Virtual International Authority File: 69682802
- WorldCat: E39PBJfmpbwfbwDbHF6Djg69Xd